# Akasia
Akasia (en coreà : 아카시아) és una pel·lícula de terror de Corea del Sud del 2003, dirigida per Park Ki-hyung i protagonitzada per Shim Hye-jin i Kim Jin-geun. Una reedició el 2011 va canviar el títol a Root of Evil.

## Argument
Incapaços de tenir fills propis, la parella casada Mi-sook i Do-il adopten un nen petit anomenat Lee Jin-seong. El seu nom aviat es canvia a Kim Jin-seong quan es muda amb Mi-sook i Do-il. El nen se sent atret per un arbre d'acàcia al pati del darrere de la seva nova casa, creient que és la seva mare, i aviat es converteix en el punt focal d'un nombre creixent d'esdeveniments estranys quan sembla que Jin-seong ha fugit.
Jin-seong fa amistat amb una noia més gran anomenada Min-jee. Li diu a Jin-seong que no pot anar a l'escola perquè ha perdut molta sang. Després de fer un petó a Jin-seong, ell es torna encara més agressiu i violent. Es torna encara pitjor quan Mi-sook es queda embarassada i té un nou nadó anomenat Hae-sung. Jin-seong, experimentant moltes dificultats emocionals, es torna més retraït i confós. Comença a desenvolupar ràbia cap a la seva família adoptiva, tant és així que intenta ofegar el nou nadó. La Mi-sook es veu tan frustrada amb les accions de Jin-Seong i l'obsessió cap a l'arbre d'acàcia que decideix tallar l'arbre, la qual cosa fa que Jin-Seong fugi suposadament.
Després que Jin-Seong fugi, l'arbre que abans moria comença a florir amb una vida espectacular. Min-jee també comença a canviar, obsessionant-se més amb l'acàcia. Comença a afirmar escoltar la veu de Jin-Seong que ve de dins de l'arbre, presenciant experiències paranormals que ocorren al voltant de l'arbre, flors i formigues atacant la gent de la família de Jin-Seong.
Es revela que la seva mare va ferir greument a Jin-Seong per accident mentre intentava talar l'arbre. El seu marit ho va veure i la va ajudar a enterrar el cos del seu fill adoptiu, pensant que estava mort. Però quan el braç d'en Jin-Seong es va moure, alertant la parella que estava viu, en Do-il li va trencar el cos amb la pala i va acabar d'enterrar-lo. La mare de Jin-Seong, per culpa i estrès, finalment es va crear una il·lusió que el seu fill havia fugit, tot el temps enfonsant-se cada cop més en la seva culpa, perdent el control de la realitat.

## Repartiment
- Shim Hye-jin com a Choi Mi-sook
- Kim Jin-geun com a Kim Do-il
- Moon Woo-bin com a Kim Jin-seong
- Park Woong
- Jung Na-yoon com a Min-ji
- Min Hye-ryeong